# 콘티키호

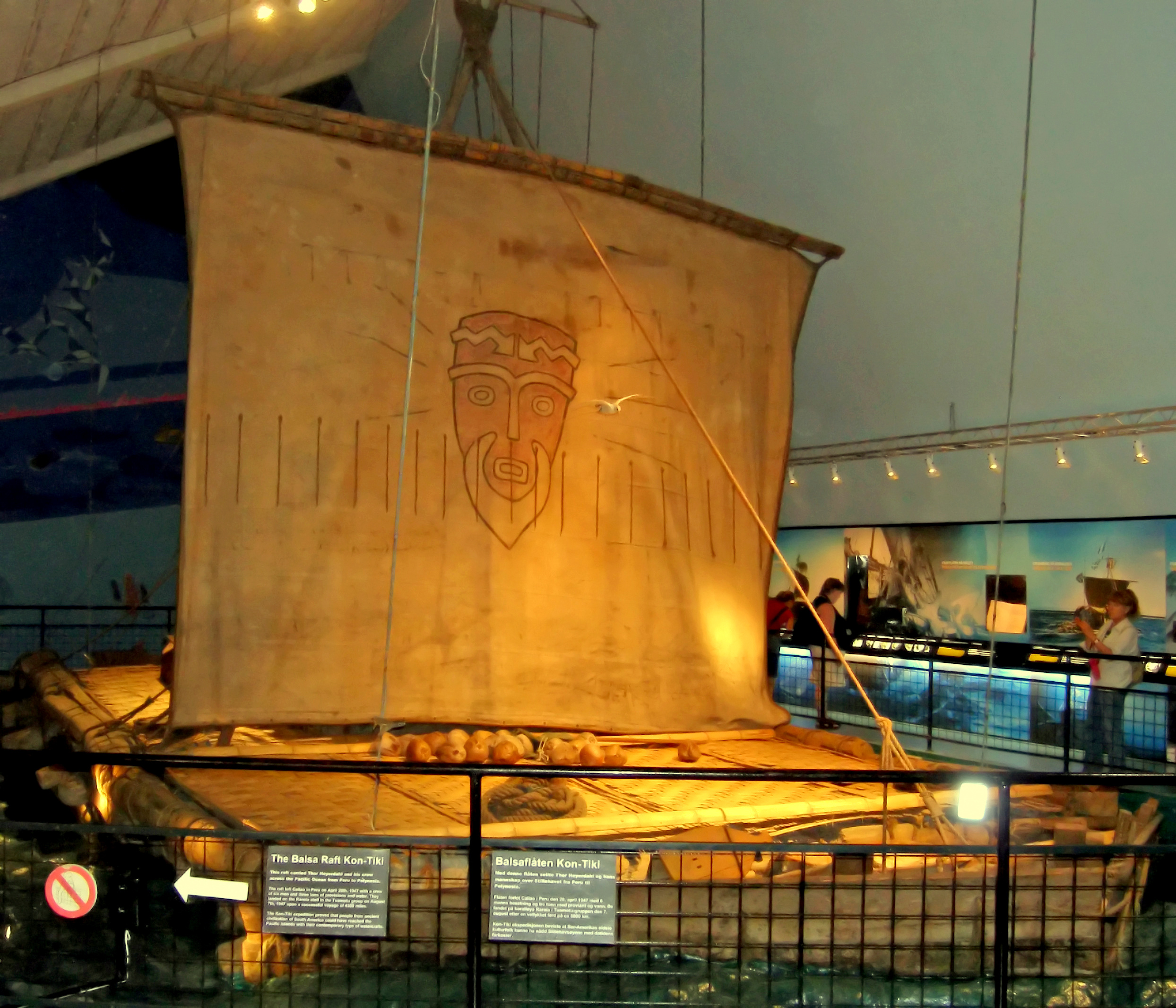

콘티키 호(Kon-Tiki)는 노르웨이의 인류학자 토르 헤위에르달이 제작한 돛대와 선실을 가진 대형 뗏목이다. 헤위에르달은 콘티키호를 타고 여행하여, 폴리네시아의 토착민들이 배를 타고 이주했을 것이라는 이론을 증명했다.